# Моул, Артур
Артур Самуель Моул (англ. Arthur Samuel Mole) (7 января 1889 Эссекс, Англия — 14 августа 1983, Форт-Лодердейл, Флорида, США) — американский фотограф. Получил известность, создавая во время Первой мировой войны фотографии картин, созданных из живых людей. Считается пионером в данном стиле фотоискусства.
Семья Моул эмигрировала в США, когда Артуру было 13 лет. Повзрослев, Моул стал работать коммерческим фотографом в Сионе, штат Иллинойс. После начала Первой мировой войны он, выполняя задание правительства, со своим коллегой Джоном Томасом стал ездить по различным воинским подразделениям с целью создания групповых фотографий на патриотическую тему. Выполнение такого рода фотографий требовало нескольких недель подготовки и затем примерно час на саму съёмку.
Наиболее известными его работами являются десять изображений. Среди них портрет президента США Вудро Вильсона, изображения Колокола Свободы, Статуи Свободы, «Американского орла», а также эмблемы YMCA и флаги союзников. Для создания каждой картины требовалось несколько тысяч человек. В создании самой большой композиции Артура Моула «Человеческий Американский щит» (англ. «The Human U.S. Shield») приняли участие около 30 000 военнослужащих и добровольцев из числа гражданских. Фотография была сделана в 1918 году в лагере Кастера, близ города Батл-Крик, штат Мичиган.
В настоящее время работы Моула выставлены в Чикагском историческом музее, в музее Метрополитен, в музее современного искусства Сан-Франциско и в Библиотеке Конгресса.

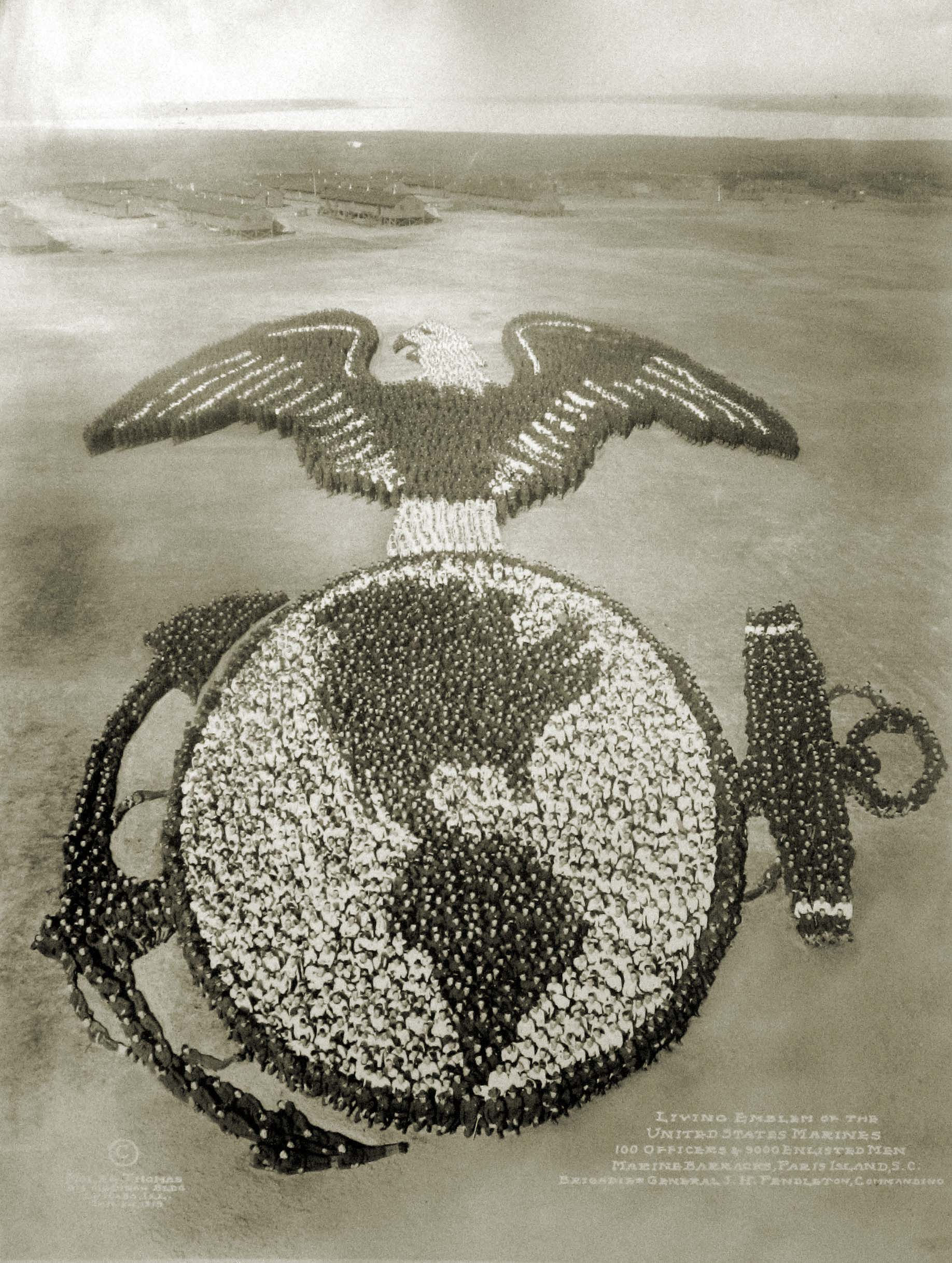
Эмблема морских пехотинцев США
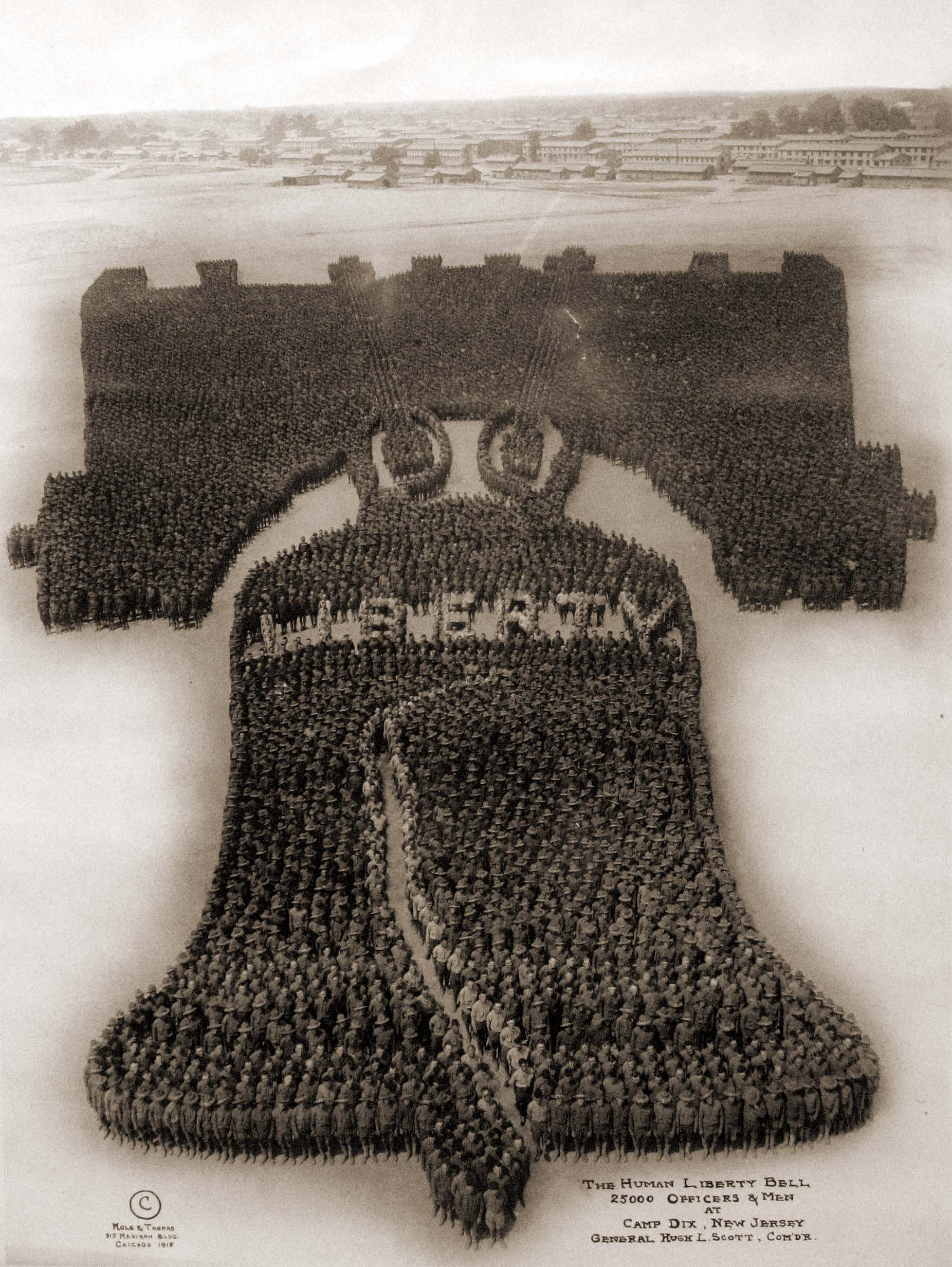
Колокол Свободы
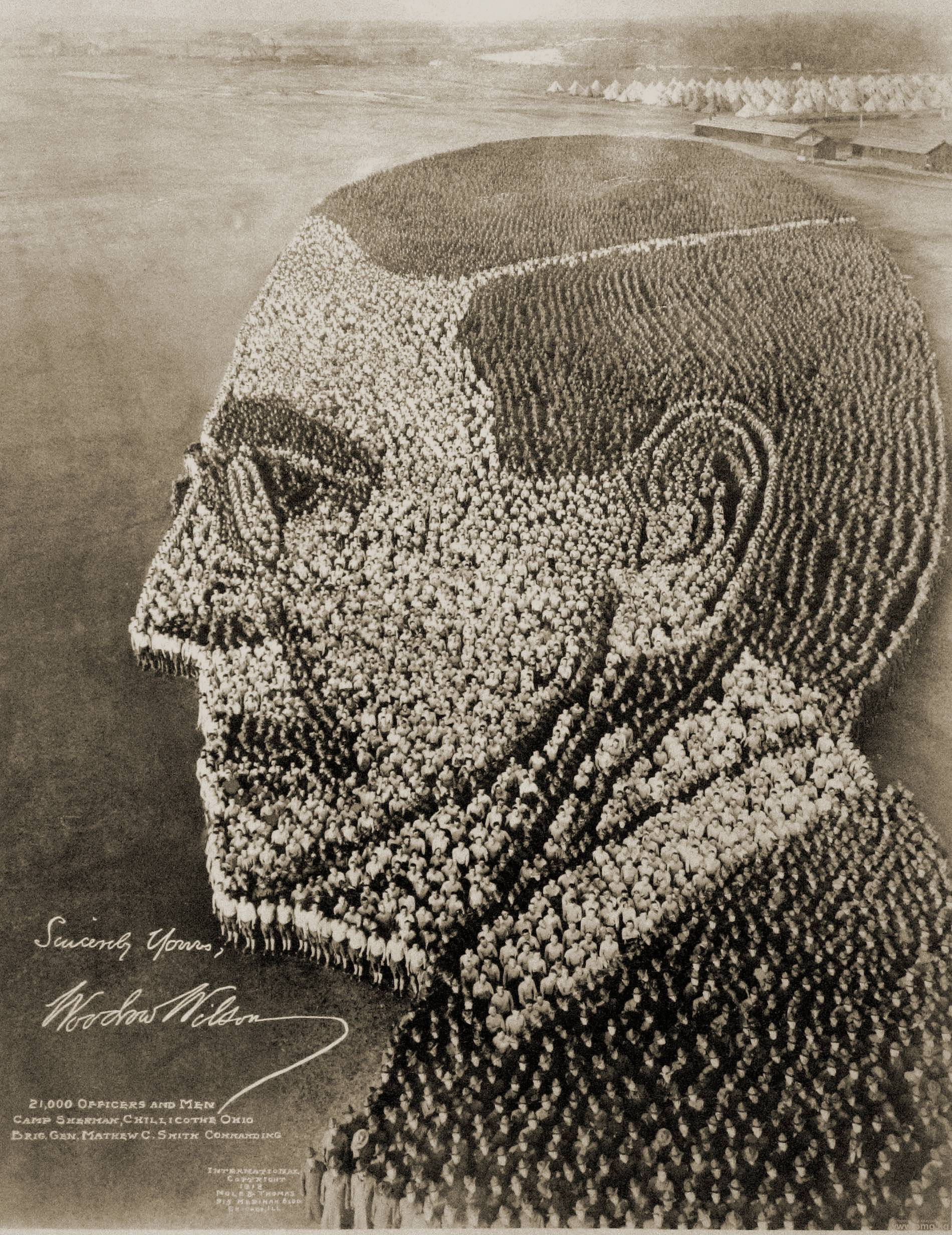
Вудро Вильсон
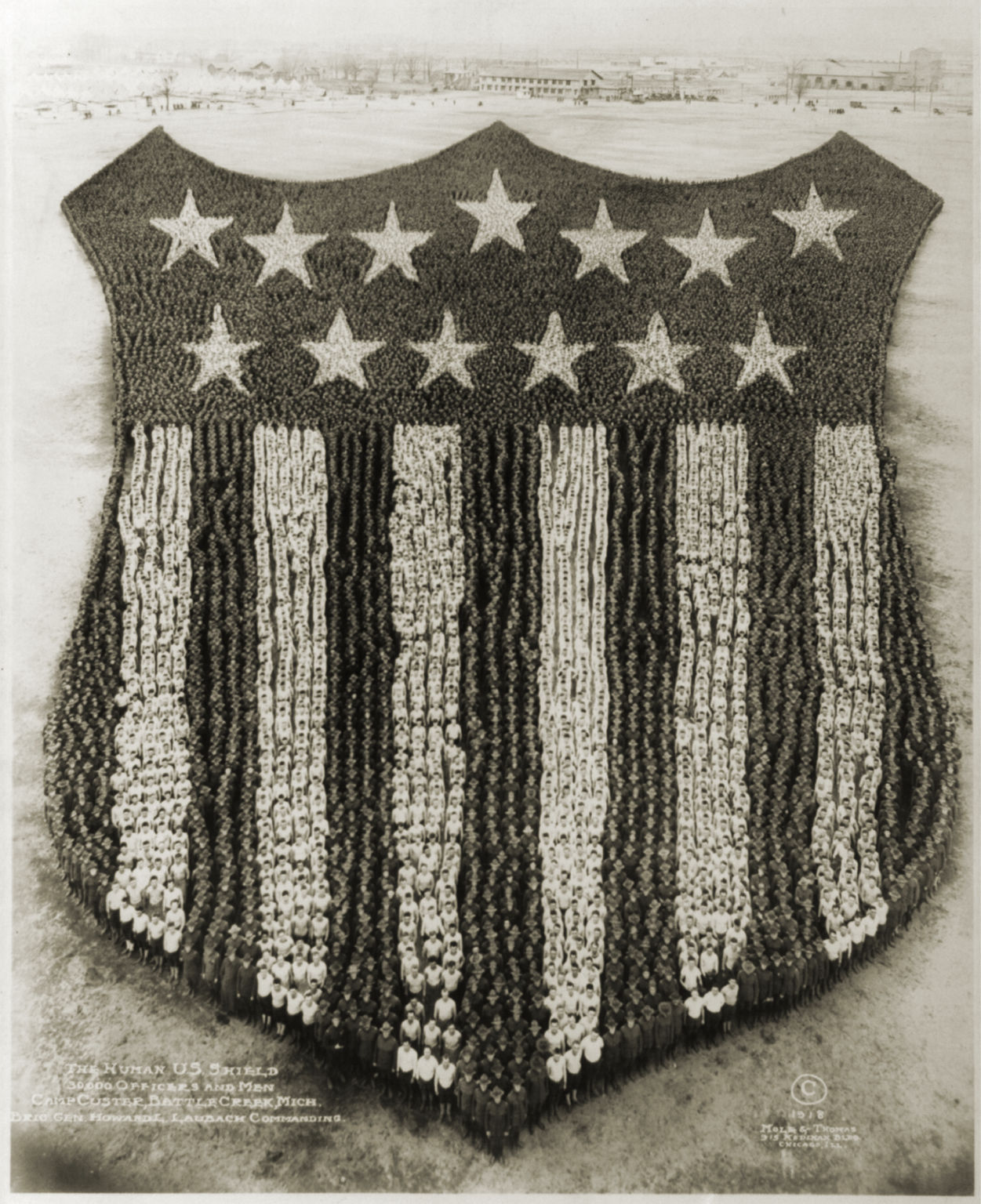
Американский щит
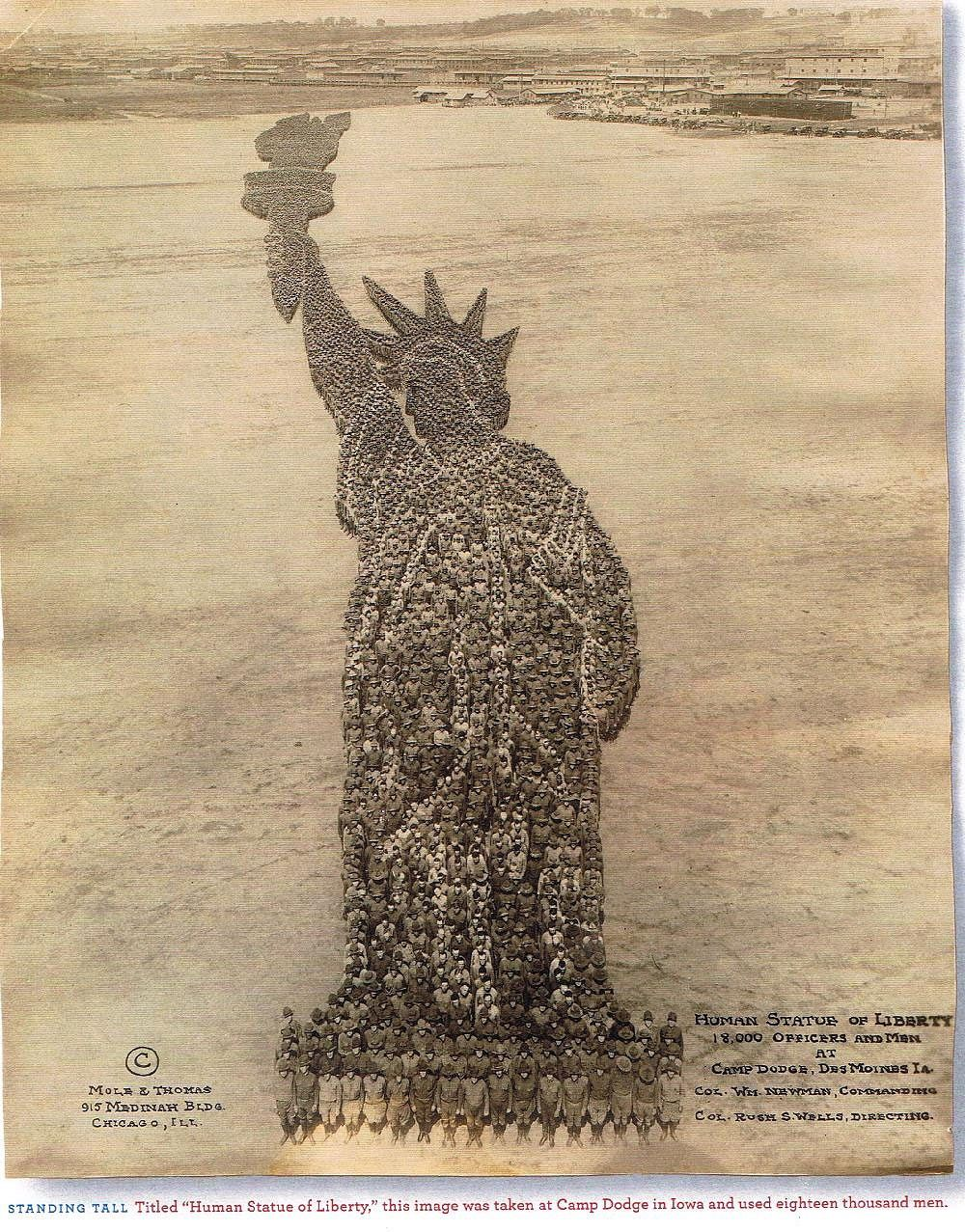
Статуя Свободы